# 30325 Reesabpathak
30325 Reesabpathak este un asteroid din centura principală de asteroizi.

## Descriere
30325 Reesabpathak este un asteroid din centura principală de asteroizi. A fost descoperit pe 6 mai 2000 la Socorro, New Mexico, în cadrul proiectului LINEAR. Asteroidul prezintă o orbită caracterizată de o semiaxă mare de 2,60 ua, o excentricitate de 0,03 și o înclinație de 9,0° în raport cu ecliptica.